# 佐兰·坎帕拉
佐兰·坎帕拉（Zoran Čampara，1972年2月16日—），是一名已经退役的塞尔维亚职业足球运动员，曾经效力于西班牙、以色列、中国等多家足球俱乐部。目前在曾经效力过的塞尔维亚Rad足球俱乐部任技术总监。